# Punsch

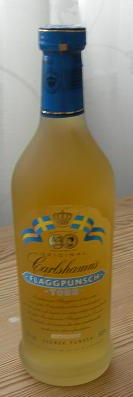
Een fles punsch

Punsch is een Zweedse sterke drank. 
Het dient te worden onderscheiden van punch. Hoewel punch ook een zoete, kruidige alcoholische drank is, verschillen de dranken wat betreft samenstelling en geschiedenis. Mogelijk heeft de naam wel dezelfde oorsprong, een Hindi-woord voor vijf dat verwijst naar de vijf basis-ingrediënten: alcohol, suiker, citroen/vruchten, water en thee/kruiden.

## Oorsprong
De geschiedenis van punsch in Zweden gaat terug tot het midden van de 18e eeuw. Het belangrijkste ingrediënt van punsch, arak, werd toen in Zweden vanuit Oost-Indië ingevoerd. Arak is een distillaat van rijst, suikerriet en palmsap dat zijn speciale karakter kreeg door de langdurige opslag in vaten. Het werd aangelengd met water, thee en citroen om punsch te verkrijgen. Ook elders in Europa was punsch in die tijd een algemeen bekende drank, al bevatte het niet altijd arak maar andere sterke drank.
In Zweden werd de drank populair, maar het was door de dure geïmporteerde ingrediënten voorbehouden aan het meer welvarende deel van de bevolking. Aanvankelijk werd het heet gedronken, maar in de loop van de tijd ook koud.

## Latere ontwikkeling
Na verloop van tijd gingen steeds meer firma's punsch produceren en nam het aantal merken toe. Ook particulieren maakten punsch. Aan het eind van de 18e eeuw bereikte de populariteit van de drank een hoogtepunt. Punsch werd bij en in alle mogelijke gelegenheden geschonken, na de jacht, in het leger, op schepen, op feesten etc.
Vandaag de dag drinken Zweden minder punsch dan voorheen, maar de tradities leven in sommige kringen voort, bijvoorbeeld onder studenten en militairen. Het wordt vaak gedronken bij Zweedse erwtensoep.